# 海军闽厦警备司令部
海军闽厦警备司令部是中華民國大陸時期中华民国海军在福建省设立的警备司令部。

## 歷史
1920年6月，经北京政府国务会议决定，设闽口海军军港，并将长门炮台由陆军拨归海军主管。1921年，闽系海军卷入福建省内的军阀混战，此时海军练习舰队司令虽是杨敬修，但由于其平庸无能，实权已落入“应瑞”舰舰长楊樹莊手中。1922年11月10日，李厚基在军阀混战中溃败，逃至马尾，被海军扣留，海军乘机在福州大桥头截缴李厚基退却部队的枪械。海军总长李鼎新恐事态扩大，除派调查组外，急令练习舰队司令杨敬修在马尾设海军闽江警备司令部，以杨敬修兼任闽江警备司令，周兆瑞兼任闽口要港司令，统一指挥马尾的舰队和陆战队。同时派第一舰队司令周兆瑞率“海容”等舰驶往马尾增援。在杨敬修的统一指挥下，占领长门要塞。
1923年5月，杨树庄任海军练习舰队司令兼闽江警备司令；6月—8月，海军为扩张势力，割据地方，两次进攻厦门失利，后与割据厦门的臧致平达成政治协议；同年12月，杨树庄实授练习舰队司令。1924年4月，臧致平退出厦门，通知在福州的海军前来接防。至此，海军占有厦门、金门、东山、长乐、连江、平潭等地，遂改海军闽江警备司令部为海军闽厦警备司令部，练习舰队司令杨树庄兼任闽厦警备司令，林国赓任司令部参谋长。
闽厦警备司令部在其势力范围内，委派县长，管理地方财政，形同割据。为统一收支，在马尾设立海军支应局，下设厦门分局（辖思明、金门、东山3县）和三都分局（辖福安、福鼎、寿宁、霞浦、宁德、罗源6县）。各局向地方征收捐税，解送闽厦警备司令部。各局向各县办事处派出人员，名为征税，实为承包税收。
1925年2月，陈季良任海军第一舰队司令，兼任闽厦警备司令。
1927年3月14日，海军总司令杨树庄率领海军归附国民革命军，电令各军舰易帜。同年12月，撤销海军闽厦警备司令部，改设宁福警备司令部（驻马尾，通称马尾海军警备司令部，郁邦彦任警备司令）和漳厦警备司令部（驻厦门，通称厦门海军警备司令部，林国赓任警备司令）。